# Loxosoma claparedei
Loxosoma claparedei är en bägardjursart som beskrevs av Bobin och Prenant 1953. Loxosoma claparedei ingår i släktet Loxosoma och familjen Loxosomatidae. Inga underarter finns listade i Catalogue of Life.